# Alchemilla pycnotricha
Alchemilla pycnotricha é uma espécie de rosácea do gênero Alchemilla, pertencente à família Rosaceae.